# Raión de Bolhrad
El Raión de Bolhrad (ucraniano: Болградський район) es un distrito del óblast de Odesa en el sur de Ucrania. Su centro administrativo es la ciudad de Bolhrad.
Tiene una superficie total de 4459,4 km² y, según el censo de 2020, tiene una población de aproximadamente 154 500 habitantes.

## Localidades
- Bannivka
- Holytsia
- Horodnie